# Giraffdjur
Giraffdjur (Giraffidae) är en familj i ordningen partåiga hovdjur som i dag bara omfattar två arter, vilka placeras i var sitt släkte: okapin och giraffen. Utöver dessa finns två utdöda släkten beskrivna.

## Beskrivning
Hos giraffdjuren är framdelen av kroppen särskilt kraftig. De har korta, ogrenade och beklädda horn utan förhornad hud. De nu levande giraffdjuren saknar lättklövar. Ett annat gemensamt kännetecken mellan giraff och okapi är den kraftfulla, mycket rörliga blå tungan. Dessutom finns en ränna i deras hörntänder. Hornen är redan vid födseln utbildade och de växer under livets lopp samman med skallen. Hornen växer hela livet, men de får ingen påfallande storlek. Hos okapin bär bara hanar horn, men hos honor finns ansats till horn . Giraffens synförmåga är mycket god, men hos okapin är synen inte så väl utvecklad.
Giraffen är med en höjd av ungefär 5 meter världens högsta landlevande djur. Okapin är med en mankhöjd av cirka 1,6 meter betydlig kortare.
Tandformeln är I 0/3 C 0/1 P 3/3 M 3/3, alltså 32 tänder.

## Utbredning och biotop
Giraffdjur förekommer idag bara i vissa delar av Afrika. Okapin förekommer i skogsbiotoper och giraffen främst på savannen.

## Ekologi
Giraffdjur livnär sig huvudsakligen av blad, men giraffen är mera specialiserad på denna födokälla än okapin. Annars skiljer okapin och giraffen sig mycket åt vad gäller ekologi. Exempelvis lever okapin ensam förutom under parning, medan giraffen bildar flockar med upp till 25 individer. Okapin stannar vanligen i ett mindre område, medan giraffen strövar över stora regioner.

## Systematik och evolution
Familjens evolutionära utveckling går från hornlösa, inte ensidigt utbildade hovdjur till djurformer som tar sin näring från träden så högt över marken, att de därigenom blivit befriade från all konkurrens med sina släktingar. De ursprungligast kända giraffdjuren är de europeiska och asiatiska släktena Palaeotragus och Samotherium, som står varandra mycket nära och av vilka större delen av skeletten är kända. De skiljer sig från de moderna girafferna genom att hals och lemmar var relativt kortare och att de främre lemmarna endast var obetydligt längre än de bakre samt att kranietaket i mindre grad var luftfyllt än hos giraffen. Dessa utdöda släktena levde fram till pleistocen.
Familjen delas upp i två underfamiljer varav en är utdöd:
- Underfamilj Sivatheriinae (utdött)
  - Släkte Palaeotragus
  - Släkte Samotherium
  - Släkte Birgerbohlinia
  - Släkte Griquatherium
  - Släkte Helladotherium
  - Släkte Indratherium
  - Släkte Libytherium
  - Släkte Orangiatherium
  - Släkte Bramatherium
  - Släkte Hydaspitherium
  - Släkte Sivatherium
  - Släkte Vishnutherium
  - m.fl.
- Underfamilj Giraffina
  - Släkte Giraffa - Giraff
  - Släkte Okapia - Okapi